# Megachile chromatica
Megachile chromatica är en biart som beskrevs av Cockerell 1932. Megachile chromatica ingår i släktet tapetserarbin, och familjen buksamlarbin. Inga underarter finns listade i Catalogue of Life.